# Turning Point USA
La Turning Point USA è un'organizzazione non a scopo di lucro statunitense che supporta le proteste postelettorali negli Stati Uniti d'America del 2020-2021.
L'organizzazione è fondata da Charlie Kirk e Bill Montgomery. Secondo alcune fonti, la TPUSA è "la forza dominante nel conservatorismo del campus".
Turning Point USA ospita ogni anno diverse conferenze su vari argomenti durante tutto l'anno, come il Teen Student Action Summit, il Young Women's Leadership Summit, il Young Black Leadership Summit, l'Americafest e il Young Latino Leadership Summit. TPUSA è finanziato da donatori conservatori e fondazioni, inclusi politici repubblicani.
Nel 2012, il diciottenne Charlie Kirk ha tenuto un discorso alla Benedictine University. Impressionato dall'esperto agente politico Bill Montgomery incoraggiò Kirk ad impegnarsi a tempo pieno nell'attivismo politico. Nel giugno 2012, il giorno dopo che Charlie Kirk si è diplomato al liceo, ha fondato Turning Point USA, un'organizzazione senza scopo di lucro della sezione 501 (c) (3). Montgomery divenne il mentore di Kirk e lavorò dietro le quinte gestendo le scartoffie per l'organizzazione. Montgomery si è spesso descritto come il cofondatore del gruppo, sebbene non fosse un riconoscimento ufficiale da parte del gruppo di Kirk.